# Петровское муниципальное образование (Саратовская область)
Петровское муниципальное образование — упразднённое сельское поселение в Аткарском районе Саратовской области Российской Федерации.
Административный центр — село Петрово.

## История
Статус и границы сельского поселения установлены Законом Саратовской области от 27 декабря 2004 года № 99-ЗСО «О муниципальных образованиях, входящих в состав Аткарского муниципального района».
Законом Саратовской области от 20 апреля 2018 года № 45−ЗСО Барановское, Песчанское и Петровское муниципальные образования преобразованы, путём их объединения, во вновь образованное муниципальное образование «Барановское муниципальное образование Аткарского муниципального района Саратовской области», наделённое статусом сельского поселения с административным центром в селе Барановка.

## Население
| 2010 | 2011 | 2012 | 2013 | 2014 | 2015 | 2016 |
| ---- | ---- | ---- | ---- | ---- | ---- | ---- |
| 950  | ↘948 | ↘932 | ↘898 | ↘890 | ↘875 | ↘841 |
| 2017 | 2018 |      |      |      |      |      |
| ↘796 | ↘762 |      |      |      |      |      |

## Состав сельского поселения
| № | Населённый пункт | Тип населённого пункта       | Население |
| - | ---------------- | ---------------------------- | --------- |
| 1 | Алексеевка       | деревня                      | 24        |
| 2 | Еленин           | посёлок                      | 3         |
| 3 | Михайловка       | деревня                      | 7         |
| 4 | Петрово          | село, административный центр | ↗459      |
| 5 | Сазоново         | посёлок                      | ↘435      |
| 6 | Чемизовка        | железнодорожная станция      | 22        |